# ایوب تابت
ایوب تابت (انگلیسی: Ayoub Tabet؛ ۱۸۸۴ – ۱۴ فوریه ۱۹۴۷) یک سیاست‌مدار اهل لبنان بود که دو دوره از تاریخ ۳۰ ژانویه ۱۹۳۶ تا تاریخ ۵ ژانویه ۱۹۳۷ و از تاریخ ۲۲ مارس ۱۹۴۳ تا تاریخ ۲۱ ژوئیه ۱۹۴۳ سمت نخست‌وزیر قیمومت فرانسه بر لبنان را برعهده داشت. تابت همچنین از تاریخ ۱۸ مارس ۱۹۴۳ تا تاریخ ۲۲ ژوئیه ۱۹۴۳ سمت کفیل رئیس‌جمهور لبنان را در اختیار داشت. وی یک مسیحی پروتستان بود.